# Azione di Khan Baghdadi
L'azione di Khan Baghdadi è stato un episodio della Campagna della Mesopotamia della prima guerra mondiale.

## La battaglia
La 15. divisione Indiana si trovava a Ramadi dopo aver conquistato la città nel settembre 1917. Nel marzo 1918 avanzò e, senza trovare resistenza, occupò Hīt,
proseguendo lungo il fiume Eufrate verso Baghdad l'obiettivo seguente era Khan al Baghdadi.
Per cercare di velocizzare le operazioni, la 15. divisione indiana ricevette 300 camion e il supporto dell'8. batteria motorizzata e dell'11. brigata di cavalleria. Le truppe motorizzate circondarono le posizioni ottomane che presto si ritirarono.